# 1403

## Esdeveniments
Països Catalans
- 9 de juliol - Borriana (la Plana Baixa): Martí l'Humà atorga el dret de primacia a la ciutat.

Resta del món
- L'enciclopèdia Yongle, a la Xina, té més de 20.000 volums.
- L'emperador Yongle trasllada la capital de Nanjing a Pequín,[1] procés que finalitza en 1421.[2]

## Naixements
Països Catalans
Resta del món
- 24 de febrer: Castella: Maria d'Aragó, princesa d'Aragó i reina consort de Castella (m. 1445).[3]

## Necrològiques
Països Catalans
Resta del món
- Bonifacio: Antoniotto Adorno (governador de Còrsega), patrici.